# George Burgwyn Anderson

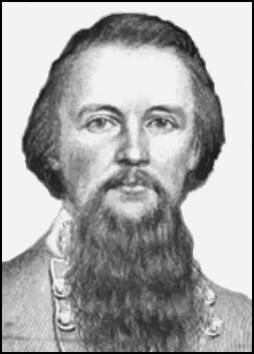
George Burgwyn Anderson

George Burgwyn Anderson (* 12. April 1831 nähe Hillsboro, North Carolina; † 16. Oktober 1862 in Raleigh, North Carolina) war ein Brigadegeneral des konföderierten Heeres  im Sezessionskrieg.

## Leben
George Burgwyn Anderson wurde als ältester Sohn von Willian E. und Eliza Anderson, geb. Burgwyn, geboren. Nach der Schule besuchte er die University of North Carolina in Chapel Hill, North Carolina. Im Alter von 17 Jahren wurde er zur Militärakademie in West Point, New York geschickt, die er 1852 als zehntbester von 43 seines Jahrganges als Leutnant abschloss. Nach verschiedenen militärischen Einsätzen wurde er 1855 zum Oberleutnant befördert. 1859 wurde er nach Louisville, Kentucky versetzt, wo er Mildred Ewing heiratete.
Nach Ausbruch des Bürgerkriegs wurde er 1862 zum Brigadegeneral befördert und führte seine Verbände am 5. Mai 1862 in die Schlacht von Williamsburg und bei der Sieben-Tage-Schlacht vom 25. Juni bis 1. Juli 1862. In der Folgezeit wurden unter seinem Kommando mehrere Brigaden zusammengefasst und so war das 4., 13. und 40. Regiment von North Carolina unter seinem Kommando. Am 17. September 1862 nahe Sharpsburg bei der Schlacht von Antietam wurde Anderson von einer Kugel am Fuß getroffen. Die schmerzhafte Verwundung wollte nicht heilen, entzündete sich und er wurde zuerst nach Richmond gebracht. Da man ihm dort nicht helfen konnte, wurde er in das Lazarett von Raleigh verlegt, wo man sich 30 Tage nach der Verwundung zu einer Amputation entschloss. Am Morgen nach der Operation verstarb George Burgwyn Anderson im Alter von 31 Jahren.